# Wobbler
Wobbler, kiwak, kiwaczek (ang. to wobble, ruszać się nierównomiernie, kiwać się) – rodzaj materiału reklamowego, w którym treść reklamowa umieszczona jest na nośniku wprawianym w ruch poprzez podmuchy powietrza, dotyk, lub mechanicznie. Jest przynętą na klienta w miejscu sprzedaży.
Wobblery mogą wisieć na krawędzi półki bądź stać na niej.
Kiwak składa się z:
1. Części zawierającej treść reklamową
2. Elementu umożliwiającego ruch
3. Mocowania lub podstawki

Kiwak jest jednym z materiałów POS.